# Legge sulla tassazione delle colonie (1778)
La legge sulla tassazione delle colonie del 1778 (in inglese Taxation of Colonies Act 1778) fu una legge del Parlamento della Gran Bretagna sotto Re Giorgio III, che dichiarò che il Parlamento non avrebbe imposto alcun diritto, tassa o accertamento tributario per raccogliere denaro in qualsiasi colonia dell'America britannica o delle Indie occidentali britanniche. La legge fu approvata durante la Guerra d'indipendenza americana e fu un tentativo del Parlamento di porre fine alla guerra concedendo uno dei primi punti della disputa.
Gli sforzi del Parlamento di tassare le colonie senza il consenso dei coloni, specialmente come promulgato nelle Leggi Townshend del 1767 e nella Tassa sul tè del 1773, erano stati la causa principale della Guerra d'indipendenza americana. Questa legge notava che queste tasse 
(Houston, Documents, 104.)
 e che sua Maestà desiderava riportare la pace e il benessere in tutti i dominii di Sua Maestà.
La legge affermava che il Parlamento non avrebbe imposto alcun diritto, tassa o accertamento tributario per raccogliere denaro in alcuna delle colonie. Il Parlamento avrebbe solo imposto tali balzelli come espediente per regolare i commerci e l'introito netto di queste imposte sarebbe stato assegnato alle colonie. Nel fare questa concessione, il Parlamento stava prendendo la posizione che i coloni americani avevano avocato un decennio prima, in particolare John Dickinson nelle sue Lettere da un fattore in Pennsylvania del 1767 e 1768.
Al tempo in cui la legge fu promulgata, era troppo tardi per avere qualsiasi effetto sulla guerra: la disputa non riguardava più specificatamente l'imposizione fiscale e le colonie avevano già dichiarato la loro indipendenza. Inoltre, secondo lo storico giuridico John Phillip Reid, "In materia di legge costituzionale lo statuto era privo di significato", poiché i futuri Parlamenti non si sarebbero ritenuti obbligati dall'impegno dell'attuale Parlamento di non imporre tasse.
La legge fu infine abolita come obsoleta dalla Legge di revisione del 1973.